# Казанківка
Казанкі́вка — село в Україні, в Криворізькому районі Дніпропетровської області. Входить до складу Карпівської сільської громади. 
До 2017 року орган місцевого самоврядування — Новомалинівська сільська рада. Населення — 6 мешканців.

## Географія
Село Казанківка знаходиться на відстані 1,5 км від села Новомалинівка та за 2 км від села Зелений Став.

## Населення
| Мова       | Кількість | Відсоток |
| ---------- | --------- | -------- |
| українська | 6         | 100%     |

## Інтернет-посилання
- Погода в селі Казанківка [Архівовано 20 грудня 2011 у Wayback Machine.]